# Les Martyrs (Chateaubriand)
Cet article concerne l'épopée de Chareaubriand. Pour l'opéra Les Martyrs, voir Poliuto.
Pour les articles homonymes, voir Martyr (homonymie).
Les Martyrs est une épopée en prose et une œuvre apologétique de François-René de Chateaubriand publiée en 1809. Elle met en scène Eudore, un Grec de confession chrétienne, détourné de sa mission par une druidesse d'Armorique, Velléda.
L'action de ce « roman breton des origines » se situe chez les Riedones, et fait vivre « une Armorique à la mesure de son héroïne : brumes mystérieuses, côtes tempétueuses, forêts profondes, landes solitaires ». Paul Bénichou a expliqué que pour Chateaubriand "ce qu’il s’agit de démontrer, c’est une parenté de nature entre deux moments historiques que les siècles séparent" : en l'occurrence, il s'agit d'appréhender le nouvel ordre social après la Révolution de 1789 à la lumière d'un christianisme conciliant la liberté des individus héritée de l'Antiquité et les vertus sociales de la religion chrétienne. 

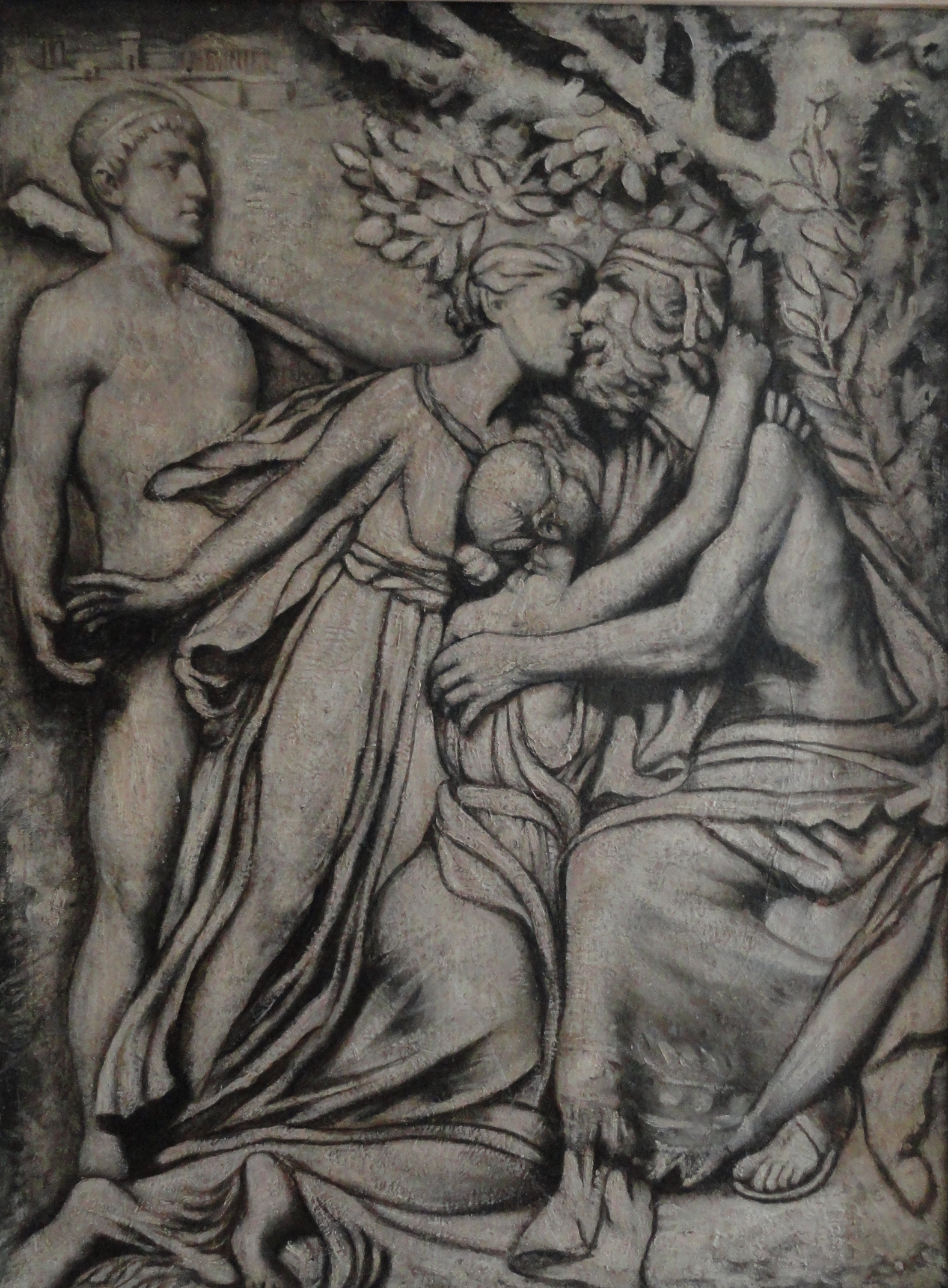
Peinture en grisé pour l'illustration des Martyrs: Eudore reconduit Cymodocée chez son père Demodocus (Livre 1)- tableau exposé à la Maison de Chateaubriand.

## Synopsis
Eudore, dernier descendant de Philipœmen, héros de la liberté grecque, est un soldat de l'Empire romain sous Dioclétien. Il est né dans une famille chrétienne et vient d'Arcadie. 
Les douze premiers livres des Martyrs mettent en scène Eudore faisant le récit des premières années de sa vie jusqu'au moment de son retour en Arcadie. Il s'adresse à Cyrille, évêque de Lacédémone, Démodocus et Cymodocée, descendants d'Homère, et à sa famille. 
Le récit d'Eudore met en scène un long voyage, dont les principales étapes sont Rome, les pays barbares du nord, l'Armorique, le désert d'Égypte et la Terre sainte. 
Il rencontre Velléda, prêtresse gauloise dont l'ambition est d'exciter les guerriers barbares pour qu'ils s'affranchissent de la domination romaine. Eudore, commandant d'Armorique, surprend l'assemblée séditieuse et décide de prendre Velléda en otage dans son château pour éviter le conflit armé. La druidesse est emportée par une passion amoureuse que découvrent les Gaulois qui veulent se venger de cette atteinte à leur honneur et à leur religion. Les sentiments de Velléda pour Eudore lui coûtent la vie : soit l'amour consommé induit le châtiment mortel réservé aux prêtresses ayant rompu leurs vœux sacrés, soit l'amour inassouvi la tuera de chagrin. La druidesse empêche la bataille en se donnant pour seule coupable, et se tranche la gorge.
Eudore continue son cheminement spirituel qui l'amène au triomphe de la religion chrétienne, destinée que Dieu le Père lui a réservée. Cymodocée tombe amoureuse du jeune héros chrétien au terme de son récit et décide d'embrasser sa religion pour l'épouser.
Les douze derniers livres des Martyrs exposent le triomphe de la religion chrétienne sous la persécution de Dioclétien. Cymodocée et Eudore meurent dans le cirque de Rome, après quoi l'armée de Constantin, premier empereur converti au christianisme, chasse le tyran et établit un nouvel ordre dans la cité éternelle.